# Rusa Rusaḫi
Rusa Rusaḫi (Rusa, Sohn des Rusa, Aussprache vermutlich Ursas) war ein urarṭäischer Prinz oder König. Er wird manchmal als Rusa IV. geführt, die Reihenfolge der Herrscher nach Argišti II. ist jedoch nicht gesichert.
Von Rusa Rusaḫi liegen keine Bauinschriften vor, aber Objekte aus Bastam und eine Tontafel aus Karmir Blur, die 1955 gefunden wurde, tragen seinen Namen, wie auch ein Schild aus Toprakkale.

## Inschriften
- UKN 459, Tontafel aus Karmir Blur